# Guy Fawkes
Guy Fawkes (13. travnja 1570. u Stonegate, York - 31. siječnja 1606. u Londonu), (u nekim dokumentima pisan kao Guido te prezime Faux ili Faukes) je katolički časnik Kraljevine Engleske, koji je 5. studenog 1605. pokušao atentat na engleskog kralja Jakova I.

## Život
Guy Fawkes je jedini sin Edwarda Fawkesa i njegove žene Edith Blake, rođen u Stonegatu, kneževina Yorkshire, i kršten u crkvi Sv. Mihovila-le-Belfrey. Po završetku srednje škole St. Peter's School, prelazi u šestnaestoj godini na katoličku vjeru. Kasnije je više godina služio kao vojnik i tom se prilikom naučio služiti eksplozivima. Kasnije je sudjelovao u raznim bitkama protiv protestanata u Nizozemskoj, gdje je stekao više časničke činove.
S drugim urotnicima je 5. studenoga 1605. pokušao atentat na engleskog kralja Jakova I. Htio je dignuti u zrak Engleski parlament i tako ubiti engleskog kralja i njegovu obitelj s 36 bačvi baruta (više od dvije tone) skrivenih u podrumu. Motiv mu je bio nepravda prema katolicima u zemlji.

## „Bonfire Night“
Gunpowder, treason and plot;

I know of no reason why gunpowder treason

## Zanimljivosti
Danas je njegova maska simbol pokreta protiv ACTE.